# Amt Bötzow
Das Amt Bötzow war ein königlich-preußisches Amt mit Sitz im Ort Bötzow, dem früheren Kotzeband. Es war 1745 durch Abspaltung aus dem Amt Oranienburg gebildet worden. Das Amtsgebiet lag um Bötzow, heute ein Ortsteil der Gemeinde Oberkrämer im Landkreis Oberhavel (Brandenburg). 1833 wurde das Amt Bötzow zunächst interimsweise dem Amtmann in Spandau übertragen; 1834 wurde es aufgelöst und aufgeteilt. Ein Teil der Amtsdörfer wurde an das Amt Oranienburg rückübertragen, der andere Teil des Amtsgebietes ging an das Amt Spandau.

## Geographische Lage
Das Gebiet des Amtes Bötzow lag südlich und südwestlich von Oranienburg. Nördlich lag das Amt Vehlefanz, südwestlich die Stadt Nauen mit einigen Dörfern.

## Geschichte und zugehörige Dörfer
Die Geschichte des Amtes Bötzow beginnt mit der Herrschaft Bötzow. Diese entstand aus dem Burgbezirk einer um 1200 errichteten askanischen Burg am westlichen Havelufer im Stadtgebiet des heutigen Oranienburg. Südlich davor entstand vermutlich aus einer slawischen Siedlung die Stadt Bötzow. Zur Burg gehörte ein Burgbezirk, der unter der Gerichtsbarkeit eines Burgvogtes stand. Diese Vogtei war von 1350 bis 1376 im Lehnsbesitz der Grafen von Lindow-Ruppin. 1402 wurde Burg und Stadt Bötzow von Pommern und den Ruppinern erobert. 1404 wurde sie durch Dietrich v. Quitzow zurückerobert und dem W. v. Holzendorf überlassen. 1414 entzog Friedrich I. dem Holzenburg die Burg wegen seiner Unterstützung der Quitzows. 1421 war die Burg im (Pfand-?)Besitz der v. Arnim, 1429 wurde sie den v. Arnims erneut verpfändet. 1439 wurde sie den v. Bredows verpfändet, 1466 war sie im Pfandbesitz des Grafen Günther von Mühlingen. Erst 1485 konnte sie Kurfürst Johann Cicero endgültig zurückerwerben; er wandelte den Besitz in ein landesherrliches Amt um. 1642 verpfändete Kurfürst Friedrich Wilhelm, später der „Große Kurfürst“ genannt, das Amt Bötzow für 6000 Taler an die Frau von dem Knesebeck. 
1650 verlieh Kurfürst Friedrich Wilhelm (der „Große Kurfürst“) das Amt seiner Frau Luise Henriette von Oranien; dazu musste das Amt aber erst ausgelöst werden. Luise Henriette ließ 1652 das Schloss Bötzow mittels der Erträge des Amtes um- und ausbauen und benannte es in Oranienburg um. Daraufhin nannte sich auch die Stadt Oranienburg und auch das damalige Amt Bötzow wurde in Amt Oranienburg umbenannt. 1745 wurde von diesem großen Amt zwei kleinere Ämter abgespalten, das Amt Zehlendorf mit Sitz in Zehlendorf und das Amt Bötzow mit Sitz im früheren Kotzeband. Kotzeband war 1694 in Bötzow umbenannt worden, damit der Name Bötzow nicht verschwindet. 1834 wurde das Amt Bötzow aufgelöst, die Aufgaben und die Verwaltung einiger Dörfer dem Amt Spandau übertragen. Einige Dörfer wurden jedoch wieder an das Amt Oranienburg angeschlossen.
- Bergfelde (heute ein Ortsteil der Stadt Hohen Neuendorf). Das mittelalterliche Dorf fiel nach der Mitte des 14. Jahrhunderts wüst. Um 1600 wurde das Dorf wieder aufgebaut. 1608 wurde Gregor Wynß mit Bergfelde belehnt; er hatte im Ort einen Rittersitz. 1653 wurde das neue Dorf von der Frau des Kurfürsten Luise Henriette von Oranien zum Amt Oranienburg erworben. 1683 war es an v. Brösicke verpachtet. 1697 bis 1701 war es für kurze Zeit im Besitz eines Stosch. 1745 kam der Ort zum Amt Bötzow, 1834 wieder zum Amt Oranienburg.
- Birkenwerder (Gemeinde im Landkreis Oberhavel). 1653 kaufte Luise Henriette von Oranien das Dorf von den v. Kleist. Es gelangte 1745 an das Amt Bötzow, 1834 bei dessen Auflösung wieder an das Amt Oranienburg.
- Bötzow (heute ein Ortsteil der Gem. Oberkrämer). Bötzow wurde 1694 von der Familie v. d. Groeben zum Amt Oranienburg erworben. Der Ort hieß damals noch Kotzeband und 1694 in Bötzow umbenannt. 1745 bei der Teilung des Amtes Oranienburg wurde Bötzow Sitz des neuen Amtes Bötzow. Bei der Auflösung des Amtes kam der Ort zum Amt Spandau.
- Borgsdorf (heute ein Ortsteil der Stadt Hohen Neuendorf). 1653 kaufte Luise Henriette von Oranien das Dorf von den v. Kleist auf Gut Birkenwerder. Es gelangte 1745 an das Amt Bötzow, 1839 bei dessen Auflösung wieder an das Amt Oranienburg.
- Kolonie Briese (Briese) (heute ein Wohnplatz in der Gem. Birkenwerder). 1350 wird der See auf dem Briese erwähnt. Die Holzung gehörte zur Herrschaft Bötzow, 1485 zum Amt Bötzow (ab 1652 Amt Oranienburg). 1670 hatte sich ein Teerbrenner auf dem Briese angesiedelt. Bei der Aufspaltung des Amtes Oranienburg 1745 kam der Ort zum (neuen) Amt Bötzow. Beim Teerofen etablierte sich um 1800 eine kleine Kolonie. Bei der Auflösung dieses Amtes 1834 ging Briese zurück an das Amt Oranienburg.
- Hohen Neuendorf (1817: Dorf). Hohen Neuendorf wurde 1653 zum Amt Oranienburg erworben. 1745 ging es zum Amt Bötzow, 1834 bei der Auflösung des Amtes Bötzow wieder zurück an das Amt Oranienburg.
- Hohenschöpping (1817: Erbzinsetablissement) (heute ein Wohnplatz in der Stadt Velten). Bereits 1701 existierte hier eine Ziegelscheune, die zur Oranienburger Amtsbrauerei gehörte. Bei der Aufteilung des alten Oranienburger Amtes 1745 kam Hohenschöpping an das Amt Bötzow, 1834 bei der Auflösung des Amtes Bötzow wieder zurück an das Amt Oranienburg.
- Kochs Häuser (1817) (im Ortsteil Borgsdorf der Stadt Hohen Neuendorf aufgegangen). Um 1770 wurde hier das Kreisgärtnerhaus angelegt.
- Krämerpfuhl (1817: „Forsthaus Crämerpfuhl“) (heute ein Wohnplatz im Ortsteil Neu-Vehlefanz in der Gemeinde Oberkrämer). Bis 1706 war „auf dem Krämer“ ein Teerofen angelegt worden. 1791 wurde die Hegemeisterei von Groß Ziethen an den Krämerpfuhl verlegt. Der Teerofen war inzwischen eingegangen. Nach 1834 wurde der Ort an das Amt Spandau überwiesen.
- Marwitz (1817: Dorf, Amtsvorwerk und Forsthaus) (heute Ortsteil der Gem. Oberkrämer). der Ort gehörte z. T. zur Herrschaft Bötzow, jedoch waren bis zu fünf andere Besitzanteile im Besitz des Adels. im 17. Jahrhundert wurden mindestens drei Besitzanteil zum Amt Oranienburg erworben, so dass Mitte des 18. Jahrhunderts das Dorf mehrheitlich im Besitz des Landesherrn war. Der Ort kam 1745 an das Amt Bötzow. Anscheinend gelang dem Amt Oranienburg ein weiterer Rückkauf, denn 1817 hatte neben dem Amt Bötzow auch das Amt Oranienburg Besitztitel in Marwitz. Ein kleiner Teil gehörte noch den v. Redernschen Erben. 1834 wurde der Anteil des Amtes Bötzow wieder dem Amt Oranienburg überwiesen.
- Neukammer (heute ein Ortsteil der Stadt Nauen, Landkreis Havelland). Das mittelalterliche Dorf fiel um 1350 wüst. Vermutlich wurde in der Mitte des 16. Jahrhunderts ein Vorwerk auf der wüsten Feldmark angelegt. Das Dorf und später auch das Vorwerk gehörte der Stadt Nauen. Die Abgaben von drei Hufen gingen aber an das Domkapitel zu Brandenburg, und die Abgaben von einer Hufe waren schon vor 1598 in den Besitz der Familie v. d. Groeben gekommen. Diese veräußerten die v. d. Groeben 1668 an das Amt Oranienburg. Bei der Teilung des Amtes Oranienburg 1734 kamen diese Abgaben an das Amt Bötzow. 1769 wurden diese Abgaben an das Amt Nauen übertragen.
- Nieder Neuendorf (1817: Dorf) (heute ein Ortsteil von Hennigsdorf). Das Dorf wurde erst 1694 zum Amt Oranienburg erworben. Der Krug zinste allerdings zum Amt Spandau. Nieder Neuendorf kam 1745 zum Amt Bötzow und 1839 bei dessen Auflösung an das Amt Spandau.
- Perwenitz (1817:  Dorf und Amtsvorwerk) (heute ein Ortsteil der Gemeinde Schönwalde-Glien, Landkreis Havelland). Der Ort wurde 1711 vom Baron Jakob Chenu de Chalsac l’Aujardiere (auch Baron Jacques l’Aujardiere Chenu de Chalezac) zum Amt Oranienburg erworben. Er kam 1745 an das Amt Bötzow und 1834 an das Amt Spandau.
- Pinnow (1817: Vorwerk und Forsthaus) (heute ein Wohnplatz im Ortsteil Borgsdorf von Hohen Neuendorf). Das mittelalterliche Dorf fiel um 1350 wüst. 1588 ist ein Rittersitz der v. Klitzing auf der Feldmark Pinnow belegt. Das Vorwerk Pinnow wurde schon vor 1665 vom Amt Oranienburg erworben und fiel nach der Teilung des Amtes 1745 an das Amt Bötzow. 1688 wurde hier eine Glashütte errichtet, die allerdings um 1705 wieder eingegangen ist. Erst um 1800 siedelten sich hier Büdner und Einlieger an. Nach der Auflösung des Amts Bötzow wurde es wieder an das Amt Oranienburg angeschlossen.
- Velten (1817: Dorf). Velten war Zubehör zum Hause Kremmen. Lediglich ein kleiner Teil gehörte zur Burg Bötzow; dieser kam später zum Amt Oranienburg. Ein weiterer Teil war adelig. Der Kremmensche Anteil wurde nach und nach zum Amt Oranienburg erworben, ein letzter Rest wurde 1787 an die Besitzer erblich verkauft. Der Anteil des Amtes Oranienburg fiel bei der Teilung 1745 an das Amt Bötzow. Der dritte adelige Anteil wurde 1665 vom Kurfürsten eingezogen und zum neu gegründeten Waisenhaus in Oranienburg gegeben. Der letztere Teil existierte noch 1817. 1834 kam der Ort wieder zum Amt Oranienburg.
- Wansdorf (1817: Dorf und Gut) (heute Ortsteil von Schönwalde-Glien). Das Dorf gehörte bis nach 1859 der Familie v. Redern. Ein kleinerer Teil konnte 1694 das Amt Oranienburg von der Familie v. d. Groeben erwerben. Dieser Anteil kam 1745 an das Amt Bötzow. Bei der Auflösung des Amtes Bötzow ging dessen Anteil an das Amt Spandau.
- Berlin-Spandau (1817: Weinberg bei Spandaw, Etablissement mit 4 Einwohnern) (heute in Spandau aufgegangen). Mit der Auflösung des Amtes Bötzow 1745 kam dieser Anteil an das Amt Spandau.
- Wolfslake (1817: Kolonie und Krug) (heute ein Wohnplatz im Ortsteil Neu Vehlefanz der Gem. Oberkrämer). Bereits 1603 gab es eine Schäferei bei der Wolfslake. Diese gehörte jedoch zum Gut bzw. königlichen Vorwerk Klein Ziethen im Amt Vehlefanz. 1745 wird erstmals ein Krug, und 1775 wurde eine Kolonie von Büdner und Einliegern angesetzt. Diese gehörte zum Amt Bötzow und nach 1834 zum Amt Oranienburg.

## Amtleute
- 1775 Friedrich Wilhelm Cochius, Oberamtmann[1]
- 1798 Mylius, Oberamtmann[2]
- 1806 Cochius[3]
- 1818 Cochius, Beamter[4]
- 1832 Carl Friedrich Cochius, Oberamtmann[5]
- 1834 Kühne in Spandau, ad interim[6]

## Belege